# سامي جونسون (ممثل)
سامي جونسون (بالإنجليزية: Sammy Johnson)‏ هو ممثل بريطاني، ولد في 14 مايو 1949 في نيوكاسل أبون تاين في المملكة المتحدة، وتوفي في 1998 في مالقة في إسبانيا.

## وصلات خارجية
- سامي جونسون على موقع IMDb (الإنجليزية)
- سامي جونسون على موقع قاعدة بيانات الفيلم (الإنجليزية)